# Тур (имя)
Тур — славянское нецерковное личное имя, от которого произошли некоторые современные фамилии. Производными формами этого имени были Туреня, Турище. Древнерусское имя Турай также выводится из имени Тур.
Происходит от названия вымершего быка, зубра. Имя быка использовалось в былинах, песнях, обрядах. Сила и ярость тура настолько стали нарицательными, что в «Слове о полку Игореве» использовался в качестве прозвища князя Всеволода Святославича «Буй-тур Всеволод», «Яр-тур Всеволод».
В Новгороде фиксируется с 1495 года, известен крестьянин Василий Тур. В качестве прозвищного имени было повсеместно распространено в период XVI—XVII веков. От имени Тур произошли фамилии Туренин, Турищев, Туров.
Тур — первый летописный князь Туровского княжества (конец X века). С его именем связывается название древнерусского города Турова. По данным лингвистики имя производно от др.-сканд. Þórir (Торир). По другой версии, Тур — имя местного князя, так как в славянских языках распространён топоним с корнем «тур», а город имеет название, связанное с именем личности.